# Житийная икона из Кальбенштайнберга
Житийная икона Федора Стратилата из Кальбенштайнберга — новгородский иконописный памятник XV века. Он хранится в Кальбенштайнберге, недалеко от Нюрнберга (Германия).
Хорошо изучен силами немецких исследователей иконописи.
Как в среднике иконы, так и в клеймах сосуществуют два момента — верность канону и пристрастием к новаторским нововведениям.
По мнению исследователей, икона выполнена мастером, который принадлежал к самобытной развитой иконописной школе, особенностью которой было развитие художественного мастерства.

## Описание иконы

### Средник иконы
На среднике иконы святой изображён фронтально, в рост.
В его руках — классические атрибуты: поднятая правая рука держит семиконечный красный крест, а опущенная левая — вертикально стоящее коричневое копьё.
За правым плечом воина изображён серебряный оперенный шлем, за левым находится круглый жёлтый щит украшенный маской льва, ощерившего пасть.
Святой одет в доспехи — это светло-коричневая кираса, которая имеет серебряное оплечье, оковы на груди и золотые пластины на плечах и ниже пояса.
Поверх кирасы идёт жёлтая с чёрными полосками перевязь, которая скреплена на груди щитком-медальоном с изображением Спаса Нерукотворного.
Поверх этого одет короткий хитон малинового цвета с золотыми поручами и коричневым подолом.
С подола свешиваются две пары серебряных гирек, а внизу видна зеленая подкладка хитона.
Завершает одеяние плащ зеленого цвета, который перевязан пышным узлом на левом плече, он спускается с правого плеча потоком складок прихотливого рисунка.
Порты святого кораллово-малинового оттенка, под коленями — золотые подвязки.
На ногах — коричневые с золотым ассистом сапоги.
Фигура святого выполнена стройной, пропорциональной, с прочной постановкой ног.
Лик святого классически правилен и узнаваем: брови длинные, высоко поднятые, прорисованы почти циркульными дугами.
Нос прямой удлинённый, уста небольшие, между бровями складка, на щеках — впадинки.
Причёска святого представляет собой классическое изображение — пышная шевелюра, нависающие надо лбом волосы, причёска из правильных завитков, с двумя прядками за ушами.
В соответствии с каноном выполнена борода, расчёсанная на пять прядей, и эти признаки делают святого Феодора легко узнаваемым.
Позем темно-зеленый, фон иконы золотой.

### Сюжеты клейм
Клейма иконы достаточно крупные, по сравнению с классической иконой из Переславля их количество небольшое.
В некоторых клеймах изображено по несколько событий.
Сюжетная линия клейм включает в себя рождество Феодора Стратилата, которое в житии не отражено, и при этом не включает события, произошедшие после смерти святого.
| Верхний ряд | Верхний ряд                                                                     | Верхний ряд |
| №           | Сюжет                                                                           | Комментарии |
| ----------- | ------------------------------------------------------------------------------- | --- |
| 1           | Рождество Феодора                                                               | По своей композиции такое клеймо часто изображается на житийных иконах, начиная жития на множестве икон других святых |
| 2           | Сон Феодора                                                                     | Сон Феодора в пустынной местности на север от Евхаита, где он оказался, чтобы избавить население города от обитавшего там дракона, который ежедневно поедал «человека или зверя». Пробуждение Феодора «благочестивой женой» Евсевией, и предупреждение об опасности сна в этом месте |
| 3           | Бой Феодора                                                                     | Феодор, облачённый в воинские доспехи, бьётся со змеем, который выползает из чёрной расщелины |
| 4           | Письмо Феодора                                                                  | Царь Ликиний отправляет письмо Феодору, в котором велит явится к нему, царский посланец появляется у Феодора, святой пишет ответное письмо, приглашая царя в Ираклию |
| Второй ряд  |                                                                                 | |
| 5           | Феодор встречает Ликиния                                                        | Феодор для встречи царя Ликиния выехал за город. Они обнимаются не сходя с коней. Сзади царя шествуют его конники. На переднем плане двое конников везут с собой языческие статуи (изображения статуй сильно подпорчены временем, но при сопоставлении с гравюрой в книге Додерляйна становятся понятны детали) |
| 6           | Ликиний вручает Феодору идолов, Феодор разбивает статуи, Феодор раздаёт обломки | В следующем клейме одновременно даны три сюжета. Слева: Ликиний в окружении свиты вручает серебряную статую Феодору для жертвоприношения. Справа: Феодор в своём трёхверхом доме, который стоит на возвышении, разбивает молотком статуи на столе. Середина: Федор раздаёт обломки золотых и серебряных статуй нищим из наполненной корзины. При этом один из нищих, в высокой шапке с отворотами, одетой поверх белого платка, получает голову статуи Артемиды из рук святого |
| Третий ряд  |                                                                                 | |
| №           | Сюжет                                                                           | Комментарии |
| 7           | Наказание святого Феодора                                                       | Это клеймо, как и другие, детально прорисовано. Святой Феодор, одетый в один набедренник, лежит на гладкой плите лицом вниз. Его мучают три палача — один бьёт святого кистенём (кистень дотошно прорисован, изображены металлические шары с шипами). Два других бьют святого прутьями. |
| 8           | Феодор в темнице                                                                | Феодор в темнице, к нему пришёл царь Ликий. Феодор отказывается отречься от своей христианской веры. В ответ царь велит распять его |
| Нижний ряд  |                                                                                 | |
| 9           | Мучение Феодора на кресте                                                       | Царь напротив, в окружении свиты, смотрит на мучения Феодора |
| 10          | Избавление святого Ангелом от страданий                                         | Слева изображён город. Справа: крест, поставленный в пустынной гористой местности. Середина: — Феодор стоит в своей одежде, рядом Ангел, который обнимает и лобзает его |
| 11          | Святой освобождает узников                                                      | Святой словом освобождает узников из заточения. За спиной святого — поддерживающие его жители |
| 12          | Усекновение главы святого                                                       | Феодор принимает смерть по своей воле. Слева: святой одет в хитон без плаща. Он стоит, сложив руки в молитве, склонившись в сторону царя. Палач одет в плащ и перевязь, он высоко занёс длинный меч. Справа: Царь сидит на троне, подбоченившись левой рукой и подняв правую руку с указующим перстом. Он изображён на фоне города, окружённый своими воинами |

## Художественное исполнение иконы
Специалисты высоко оценивают мастерство неизвестного иконописца.
Предварительный рисунок иконы выполнен чёрной краской по грунту, этот рисунок точен и детален.
Иконописец при работе над иконой скрупулёзно следует намеченному рисунку, не делая никаких изменений в процессе работы.
С первоначальной раскладки красок рисунок приобретает яркость и насыщенность, краски, несмотря на прозрачность, сочетаются друг с другом по глубине и по тону.
При проработке иконы рисунок приобретает черты, которые заданы местной иконописной школой. 
Это относится и к технике исполнения и к цветам: широко используются оттенки жёлтых, зелёных и коричневых цветов. 
Особенно заметно пристрастие художника к оттенкам красного цвета.
В отличие от других житийных икон святого, на этой иконе клейма большого размера, что позволило иконописцу акцентировать внимание на деталях житийных клейм. 
Был использован приём противопоставления клейм на диагоналях:
- По диагонали северо-запад↔юго-восток расположены первое и последнее клейма: рождение и добровольная казнь.
- По диагонали северо-восток↔юго-запад расположены четвёртое и одиннадцатое клейма, на которых изображены решение о исповедании веры и вершина страданий.

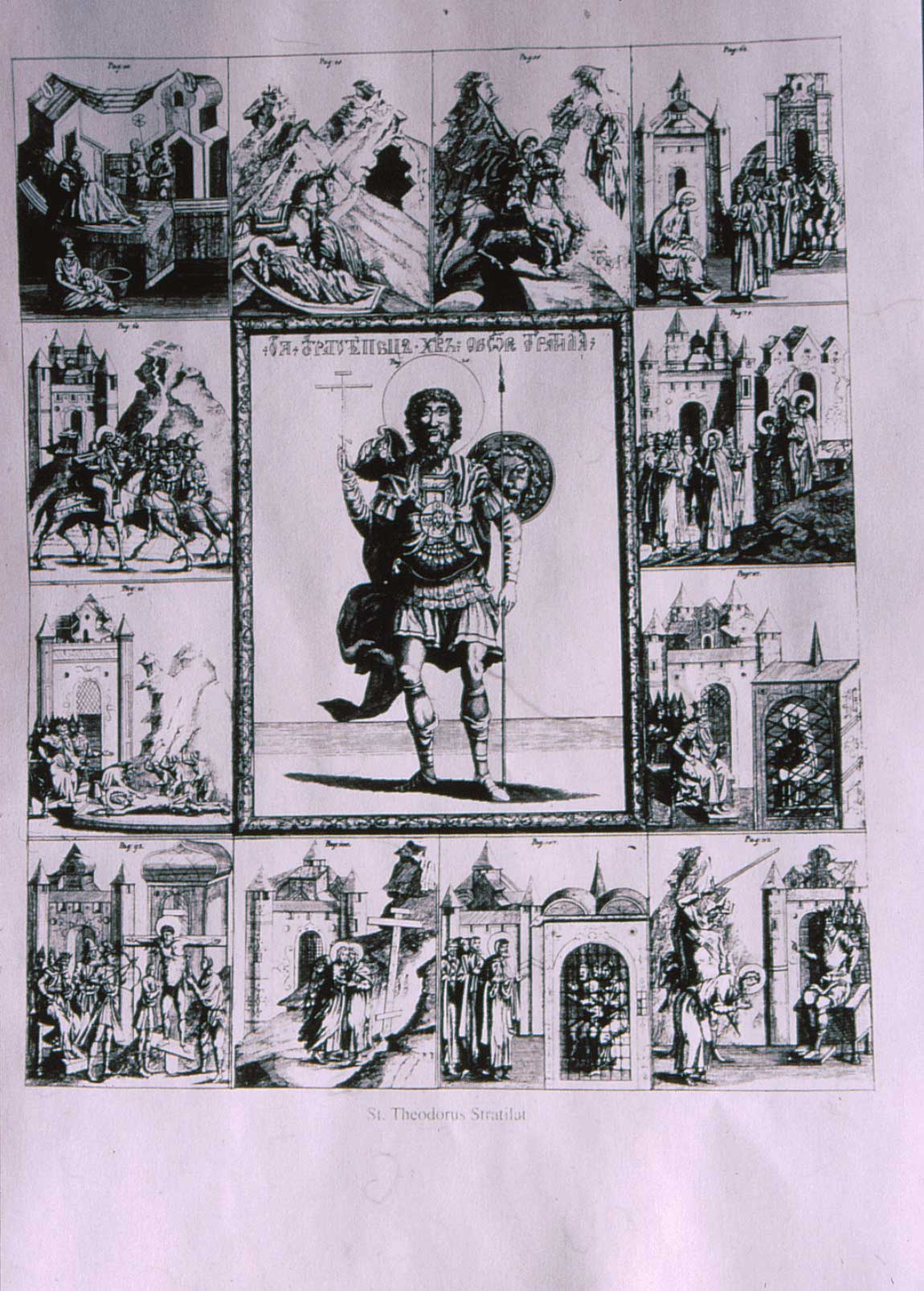
Гравюра иконы из книги Иоганн-Александр Додерляйн

## Исследования иконы
Житийная икона святого Феодора Стратилата хранится в евангелическо-лютеранской церкви святых Марии и Христофора в Кальбенштайнберге примерно с 1613 года.
Сама церковь долгое время принадлежала семье Rieter, которая владела деревней с XV века, один из представителей этой семьи, Филипп Ритер (1566—1633 или 1635), долгое время воевал на территории нынешней Восточной Европы.
Скорее всего, он и привёз русскую икону на родину: существует подробный список имущества 1613 года, в котором этой иконы нет.
При этом в начале XVIII века икону исследовал учёный Иоганн-Александр Додерляйн, и, по его заключению, на тот момент икона провела в этой деревне не меньше полувека.
Из этого можно сделать вывод о том, что икона могла появиться там вскоре после 1613 года.
Его книга 1724 года стала первым в мировой истории исследованием произведений русской иконописи.
Позже икона была упомянута в «Географическом статистическо-топографическом лексиконе Франконии», 1801 года.
Икона была отреставрирована в конце XIX века, работы включали в себя удаление защитного покрытия, которое к тому времени сильно потемнело.
Кроме того, тонировкой были восполнены места утрат красочного слоя.
Следующая реставрация проведена в 1929 году для укрепления иконной доски, вместе с этим снова проводилось тонирование «исключительно по утратам».
В процессе этих работ были выполнены исследования иконы.
Примерно в то же время, в 1925 году в одном из путеводителей серии «Художественные памятники Баварии» икона была рассмотрена как произведение искусства.
Она была датирована началом XVI века, к тому же исследователями в К. Гребером и Ф. Мадером был сделан вывод о том, что она выполнена в традициях новгородской школы иконописи, опубликованный в 1937 году.
Эта дата была уточнена в диссертации X. Лозе 1976 года, где икона изучалась с историко-филологической точки зрения.
Он предложил тщательно обоснованную датировку иконы.
В 1976 году также вышла книга В. Шперля, в которой он заново обосновал атрибуцию 1937 года.
Эти утверждения по датировке и атрибуции иконы специалисты считают наиболее убедительными и придерживаются этих положений на настоящий момент, при этом отмечая, что есть возможность альтернативной атрибуции и датировки.